# المركز الطبي الجامعي بأوترخت

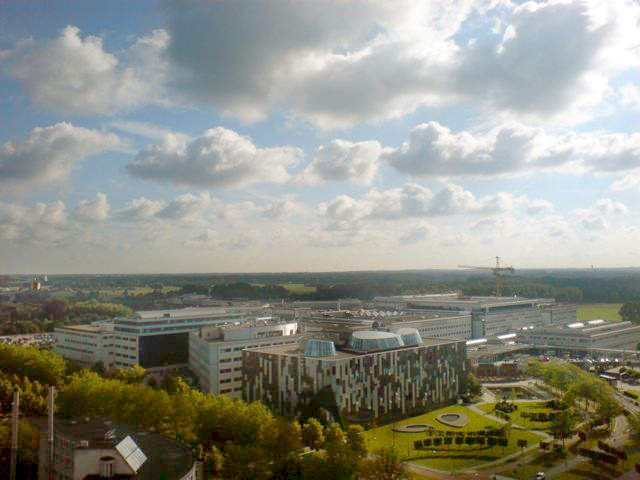
المركز الطبي الجامعي بأوترخت كما يُرى من جهة الجنوب الغربي

المركز الطبي الجامعي بأوترخت (بالهولندية: Universitair Medisch Centrum Utrecht، واختصاراً: UMCU) هو المستشفى الرئيسي لمدينة أوترخت بهولندا، وهو مرتبط بجامعة أوتريخت. لطالما تواجد مستشفىً أكاديمي رافق جامعة أوترخت منذ تأسيسها عام 1636 بأشكالٍ عدة. أمَّا في يومنا هذا فيتألف المركز الطبي الجامعي بأوترخت من المستشفى الأكاديمي وكلية الطب بالإضافة إلى مستشفى أطفال فيلهلمينا. يبلغ مجموع العاملين في المركز حوالي 10 آلاف شخص تقريباً، ويشمل هذا الرقم على مجموع العاملين بمن فيهم من الكوادر الطبية والتمريضية والقاطنين وموظفي الدعم والباحثين ما يجعل المركز أحد أضخم المنشآت الطبية في هولندا. كما يصاحب المركز مستشفىً خاص بالحوادث الكبرى (بالهولندية: Calamiteitenhospitaal)، والهدف من هذه المنشأة معالجة مجموعات يزيد عدد أفرادها عن خمسة إصابات من المدنيين أو العسكريين في حالة وقوع كوارث كبرى أو حروب أو أوبئة معدية؛ فعلى سبيل المثال تم معالجة المواطنين الهولنديين المصابين الذين أُعيدوا إلى هولندا بعد زلزال وتسونامي المحيط الهندي عام 2004.
يقع بجوار المركز الطبي الجامعي المستشفى العسكري المركزي (CMH) المخصص للعسكريين في القوات المسلحة.

## الوحدات الخاصة
تتضمن الوحدات الخاصة في المركز الطبي كلاً من:
- وحدة الجراحة العصبيَّة
- وحدة الجراحة القلبيَّة الصَّدريَّة
- وحدة جراحة حديثي الولادة والأطفال والعناية المشددة
- وحدة طبّ أمراض الأورام في الأطفال
- مركز رضوح المستوى الأول

## وصلات خارجية
- الموقع الرسمي (بالهولندية)